# John Ludwig (Siedler)
John Ludwig, auch Johann Ludwig (* 3. April 1857 in Mergenscheid, Simmern/Hunsrück; † 27. Februar 1913 in Windhoek), war ein deutscher Siedler in der Kapprovinz (Südafrika) und anschließend in Deutsch-Südwestafrika (Namibia). Er gilt als Gründer von Klein Windhoek im Osten Windhoeks.

## Lebensweg
Als Jugendlicher folgte Ludwig seinem ältesten Bruder nach London, wo er zum Bäcker ausgebildet wurde. Danach folgten Reisen in die Vereinigten Staaten von Amerika und den Südpazifik, ehe er nach Südafrika kam. Er arbeitete zunächst in der Polizei der Südafrikanischen Union und kaufte später eine Farm in Griqualand West. 1892 reiste er nach Deutsch-Südwestafrika. Während dieser Zeit wurde seine Farm enteignet, so dass er 1887 in Deutsch-Südwestafrika blieb. Dort war Ludwig zunächst als Fahrer für die Schutztruppe tätig. 1892 siedelte er als Kleinbauer in Windhoek und war Gastwirt des Restaurants Ludwigslust. Das fruchtbare Land ermöglichte ihm den Verkauf von Wein, Obst und Feldfrüchten. Ludwig war der erste Tabakpflanzer im Land. Zahlreiche andere Landwirte schlossen sich ihm an. Ludwig genoss höchstes Ansehen in der Bevölkerung von Klein Windhoek.

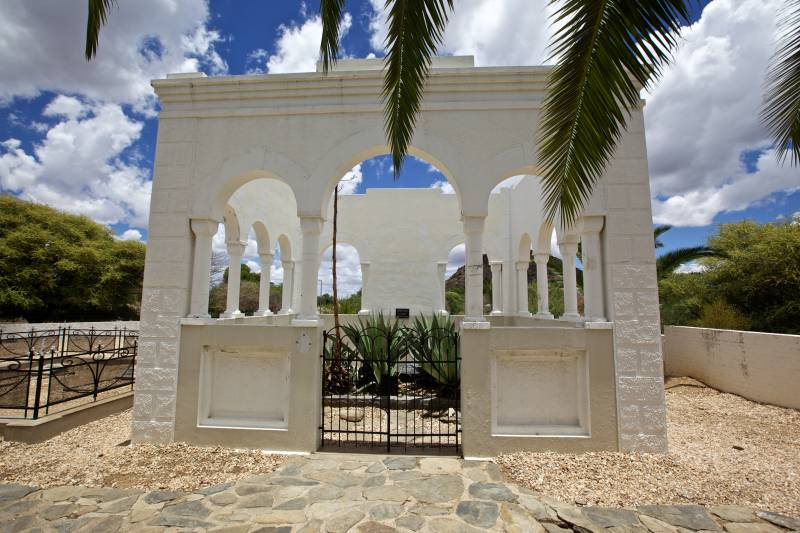
Grab von John Ludwig

Ludwig starb 1913 an den Folgen einer Magenoperation. 
Nach Ludwig ist die Windhoeker Vorstadt Ludwigsdorf sowie die John Ludwig Street benannt. Sein Grab ist ein namibisches Nationaldenkmal. Ludwig wurde dort am 1. März 1913 beigesetzt. Seit 1954 liegt seine Ehefrau Lida Ludwig neben ihm begraben.